# The End of Chaos
The End of Chaos è il tredicesimo album in studio del gruppo musicale statunitense Flotsam and Jetsam, pubblicato nel 2019 dalla AFM Records.

## Tracce
1. Prisoner of Time
2. Control
3. Recover
4. Prepare for Chaos
5. Slowly Insane
6. Architects of Hate
7. Demolition Man
8. Unwelcome Surprise
9. Snake Eye
10. Survive
11. Good or Bad
12. The End

## Formazione
- Steve Conley - chitarra
- Eric "A.K." Knutson - voce
- Michael Gilbert - chitarra
- Michael Spencer - basso
- Ken Mary - batteria